# Expedición Fram

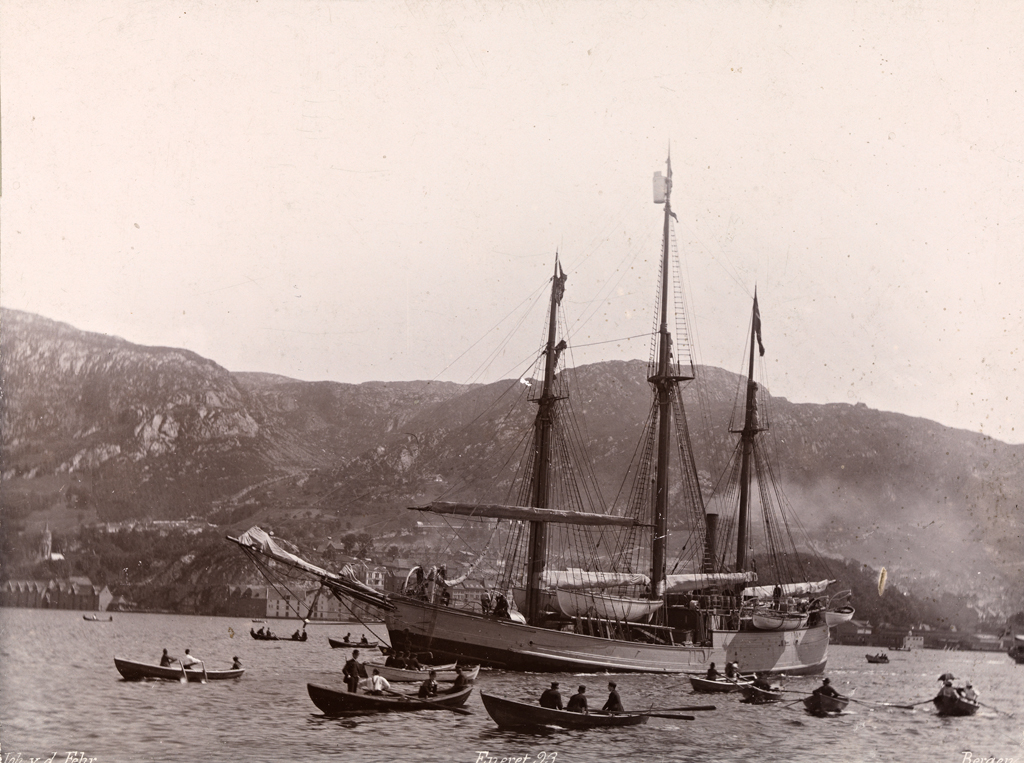
El Fram zarpó de Bergen el 2 de julio de 1893, con destino al océano Ártico (Grabado del libro Farthest North, Archibald Constable & Co., Londres 1897)

La expedición Fram (1893-1896), fue un intento del explorador noruego Fridtjof Nansen de llegar al Polo Norte geográfico aprovechando la deriva del hielo de la corriente natural este-oeste del océano Ártico. Al contrario que muchos otros exploradores polares que se desalentaban cuando sus barcos era atrapados por el hielo, Nansen navegó con su barco Fram (que en noruego, significa Adelante) a las islas de Nueva Siberia, en el este del océano Ártico, hasta que quedó atrapado en la banquisa, esperando que la deriva le llevase hacia el Polo. Impaciente con la lentitud y el carácter errático de la deriva, después de 18 meses, Nansen y uno de sus acompañantes, Hjalmar Johansen, dejaron la nave con un equipo de perros y trineos y se dirigieron hacia el polo. No lo lograron, pero alcanzaron un récord de latitud más al norte de 86°13,6 'N, antes de emprender una larga retirada a través del hielo y de las aguas abiertas para alcanzar la seguridad en la Tierra de Francisco José. Mientras tanto, el Fram continuó a la deriva hacia el oeste, saliendo finalmente en el océano Atlántico Norte casi en las mismas fechas, tras haber estado casi tres años inmovilizado.
La idea de la expedición surgió después de que algunos restos de la nave estadounidense USS Jeannette, que se había hundido en la costa norte de Siberia en 1881, se descubrieran tres años más tarde frente a la costa suroccidental de Groenlandia. Los restos habían sido, obviamente, llevados a través del océano Ártico, quizá a través del mismo Polo. Sobre la base de este y otros restos recuperados en la costa de Groenlandia, el meteorólogo Henrik Mohn desarrolló una teoría de la deriva transpolar, lo que llevó Nansen a creer que un barco especialmente diseñado podría quedar atrapado en el hielo y seguir el mismo camino que los restos de la USS Jeannette, llegando por lo tanto a las cercanías del Polo. 
Nansen supervisó la construcción de un buque con un casco redondeado y otras características especialmente diseñadas para resistir una presión prolongada del hielo. El barco apenas estuvo en peligro durante su largo aprisionamiento y salió ileso después de tres años. Las observaciones científicas realizadas durante ese período contribuyeron significativamente a la nueva disciplina de la oceanografía, que posteriormente se convirtió en el foco principal de la labor científica de Nansen. El viaje a la deriva del Fram y el viaje en trineo de Nansen y Johansen demostraron de manera concluyente que no había una masa de tierra significativa entre los continentes euroasiático y el Polo Norte, y confirmaron el carácter general de la región polar norte como un mar profundo, cubierto de hielo. Aunque Nansen abandonó la exploración después de esta expedición, sus métodos de viaje y supervivencia, que desarrolló con Johansen, influyeron en todas las expediciones polares que les siguieron en las próximas tres décadas, al norte y al sur.

## Antecedentes

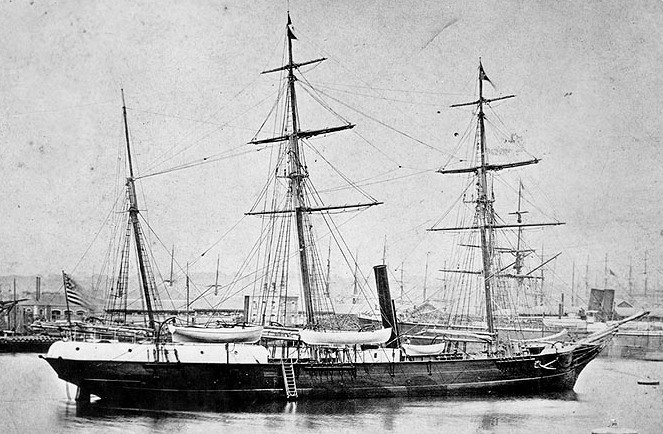
El USS Jeannette, el barco con el que DeLong quiso alcanzar el Polo Norte y que se hundió en las islas de Nueva Siberia el 13 de junio de 1881. Sus restos aparecieron tres años después al otro lado del mundo, en las costas de Groenlandia e inspiraron a Nansen la idea de dejar que la deriva condujese el Fram hasta el Polo Norte.

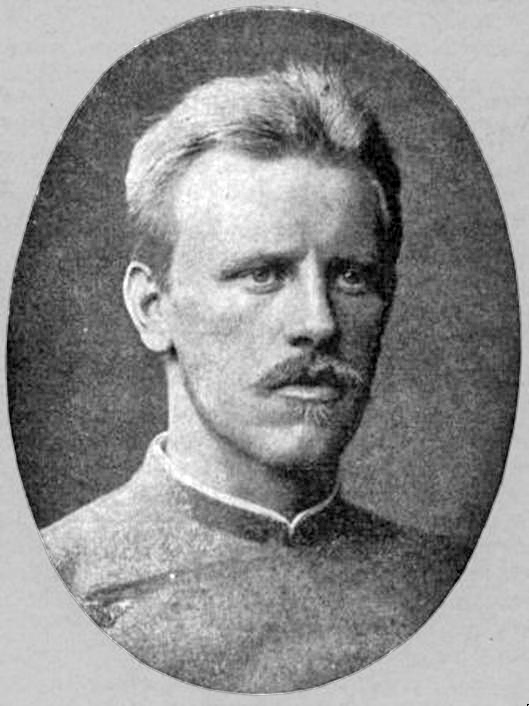
Retrato de Fridtjof Nansen en el momento de su travesía de Groenlandia. (Cabeza y hombros de un hombre joven, de cabellos rubios con un bigote rubio, mirando hacia la derecha. Lleva una chaqueta abotonada hasta el cuello.)

En septiembre de 1879 la cañonera de los Estados Unidos USS Jeannette, acondicionada para la exploración del Ártico y al mando de George Washington DeLong, entró en la capa de hielo al norte del estrecho de Bering. Permaneció atrapada en el hielo durante casi dos años, a la deriva en el área de las islas de Nueva Siberia, antes de ser aplastada y hundida el 13 de junio de 1881. Su tripulación escapó en dos botes intentando alcanzar las costas siberianas; la mayoría, incluido el mismo DeLong, perecieron en el amplio baldío del delta del río Lena. Tres años después, varios restos de la USS Jeannette aparecieron en el lado opuesto del mundo, en las proximidades de Julianehaab, en la costa suroccidental de Groenlandia. Esos objetos, atrapados en la banquisa a la deriva, incluían ropa con los nombres de los miembros de la tripulación y algunos documentos firmados por DeLong y eran indiscutiblemente auténticos.
En una conferencia pronunciada en 1884 en la Academia Noruega de Ciencias y Letras el doctor Henrik Mohn, uno de los fundadores de la meteorología moderna, arguyó que el hallazgo de los restos del USS Jeannette indicaban la existencia de una corriente marina que fluía de este a oeste en todo el océano Ártico. El gobernador danés de Julianehab, escribiendo del hallazgo, supuso que una expedición atrapada en el mar congelado de Siberia podría, si su barco hubiese sido lo suficientemente fuerte, haber cruzado el océano Ártico y llegar a tierra al sur de Groenlandia. Estas teorías fueron leídas con interés por Fridtjof Nansen, que contaba entonces 23 años y trabajaba como conservador del museo de Bergen, mientras completaba sus estudios de doctorado. Nansen ya estaba cautivado por el norte helado y dos años antes había experimentado una estancia de cuatro meses en el barco foquero Viking, que incluyó tres semanas atrapados en la banquisa a la deriva. Esquiador experto, Nansen estaba haciendo planes para liderar la primera travesía a través de la helada Groenlandia, un objetivo que fue retrasado por las exigencias académicas, pero que alcanzó triunfante en la temporada 1888-89. Durante esos años Nansen recordó la teoría de la corriente este-oeste del Ártico y sus inherentes posibilidades para realizar más exploraciones polares, y, poco después de su regreso de Groenlandia, estaba listo para anunciar sus planes.

## Preparativos

### Plan
En febrero de 1890 Nansen dirigió una reunión de la Sociedad Geográfica de Noruega en Christiania (actualmente Oslo). Después de llamar la atención sobre los fracasos de las expediciones que se habían acercado al Polo Norte desde el oeste, consideró las implicaciones del descubrimiento de los restos del USS Jeannette, junto con nuevos descubrimientos de madera flotante y otros restos procedentes de Siberia o Alaska, que se habían identificado a lo largo de la costa de Groenlandia. «Poniendo todo esto junto —dijo Nansen— llegamos a la conclusión de que una corriente fluye... desde el mar Ártico de Siberia a la costa este de Groenlandia» probablemente pasando a través del Polo. Parecía que lo obvio era «poner rumbo en la corriente a este lado del Polo en que fluye hacia el norte, y con su ayuda, penetrar en esas regiones en que todos los que hasta ahora han ido en contra [de la corriente] han tratado en vano de alcanzar».
El plan de Nansen requería un barco pequeño, fuerte y manejable, a vela y con motor, capaz de transportar combustible y provisiones para doce hombres y un período de cinco años. El buque seguiría la ruta de la USS Jeannette a las islas de Nueva Siberia, y en la posición aproximada del hundimiento de la Jeannette, cuando las condiciones del hielo fueran las adecuadas «vamos a arar nuestro camino entre el hielo en la medida de lo posible». La nave entonces íria a la deriva en el hielo hacia el Polo y, finalmente, llegaría a mar abierto entre Groenlandia y las Spitsbergen. Si el barco se hundiese, una posibilidad que Nansen consideraba muy poco probable, el grupo instalaría su campamento en un témpano de campo y sería arrastrado con seguridad. Nansen, observó: «Si la expedición de la Jeannette hubiera tenido provisiones suficientes y hubieran permanecido en el témpano de hielo en que se encontraron los restos, el resultado indudablemente hubiera sido muy diferente del que fue».
Cuando los planes de Nansen fueron de conocimiento público, la acogida del The New York Times fue entusiasta, por considerar «altamente probable que haya una ruta relativamente corta y directa a través del océano Ártico al Polo Norte, y que la naturaleza misma proporcione un medio de comunicación a su través». Sin embargo, las opiniones de las manos polares más experimentadas fueron de rechazo: el explorador estadounidense Adolphus Greely estimó que era «un plan ilógico de autodestrucción», y su ayudante, el teniente David Brainerd, lo calificó como «uno de los planes más desacertados puestos en marcha» y predijo que acabaría en desastre; Sir Allen Young, un veterano en las búsquedas de la expedición perdida de Franklin, no creía que se pudiera construir un barco que soportara la aplastante presión del hielo: «si no hay hinchamiento por el que el hielo pueda pasar, cualquiera que sea el material de que está hecho»; Sir Joseph Hooker, que había navegado al sur con James Clark Ross en 1839-1843, era de la misma opinión, y pensaba que el riesgo no merecía la pena. Sin embargo, el igualmente experimentado sir Francis Leopold McClintock consideró el proyecto de Nansen «el programa más aventurero nunca puesto en conocimiento de la Royal Geographical Society» [ "the most adventurous programme ever brought under the notice of the Royal Geographical Society"]. El filántropo sueco Oscar Dickson, que había financiado la expedición de conquista del barón Nordenskiöld del Paso del Nordeste (1878-1879), quedó lo suficientemente impresionado para ofrecerse a sufragar los gastos de Nansen. Con el nacionalismo noruego en auge este gesto de Unión entre Suecia y Noruega provocó hostilidad en la prensa noruega y Nansen decidió contar únicamente con apoyos noruegos y declinó la propuesta de Dickson.

### Financiación
La estimación original de Nansen del costo total de la expedición fue de 300 000 NOK (coronas suecas), entonces unas 16 875 libras (el valor de 2009 es de alrededor de 1 330 000 £). Después de dar un apasionado discurso ante el Parlamento de Noruega, a Nansen se le otorgó una subvención de 200 000 NOK; la diferencia fue sufragada con contribuciones privadas, que incluían 20 000 coronas de manos del rey Oscar II de Noruega y Suecia. La Royal Geographical Society de Londres dio 300 £ (unas 20 000 £ de 2009). Desafortunadamente, Nansen había subestimado la financiación necesaria, ya que el barco solo costaría más que el total a su disposición. Una nueva petición al Storting le proporcionó otros 80 000 NOK y un llamamiento nacional elevó el total general a 445 000 NOK —poco menos de 25 000 libras (alrededor de 1 970 000 £ de 2009)—. Según el relato del propio Nansen, el resto corrió a cargo de sus propios recursos. Sin embargo, su biógrafo Roland Huntford informó de que el déficit final de 12 000 NOK fue sufragado por dos ricos benefactores, el noruego Axel Heiberg y un expatriado inglés, Charles Dick.

### El barco

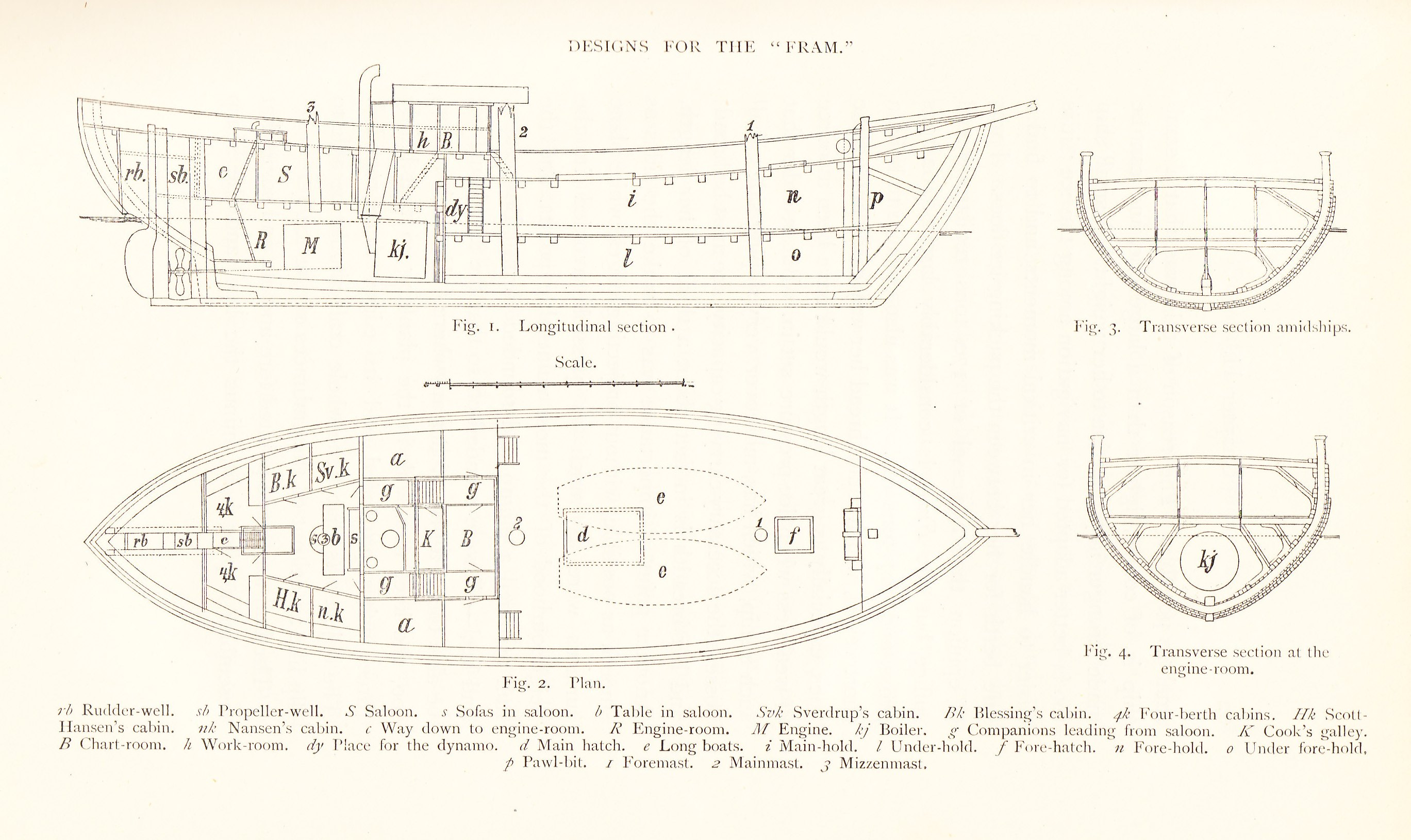
Sección y planta del Fram, según lo acordado entre Nansen y el constructor de barcos Colin Archer

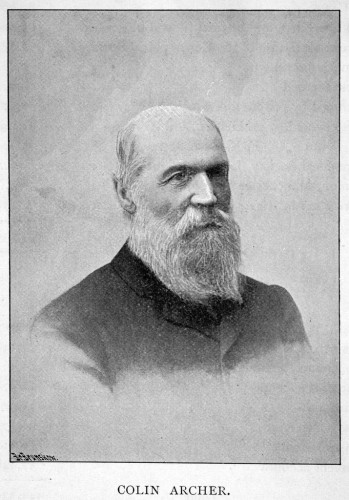
Colin Archer, diseñador y constructor del Fram

Nansen eligió a Colin Archer, el principal constructor y arquitecto naval de Noruega, para diseñar y construir su barco. Archer era conocido por un diseño especial de casco, que combinaba navegabilidad con poco calado y era el pionero en el diseño de embarcaciones de «doble fin» (double-ended) en las que la popa convencional era sustituida casi por otra proa, aumentando la maniobrabilidad. Nansen recogió que Archer hizo «plan tras plan de la nave proyectada; preparando y abandonando una maqueta tras otra». Finalmente, alcanzaron un acuerdo sobre un diseño y el 9 de junio de 1891 ambos hombres firmaron el contrato.
Nansen quería que el barco estuviera listo en un año, ya que estaba ansioso por salir antes de que nadie pudiera adoptar sus ideas y las convirtiera en hechos. El rasgo externo más destacado de la nave era la redondez del casco, diseñado de manera que no había nada en él en que el hielo pudiera conseguir un agarre. Se redondearon proa, popa y quilla, con los lados suavizadas de modo que, en palabras de Nansen, el buque se «deslizaba como una anguila de los abrazos del hielo». Para darle una fuerza excepcional, el casco fue realizado con chlorocardium, una madera sudamericana, la madera más dura y fuerte disponible. Las tres capas de madera conformaban un casco de un espesor combinado de entre 24 y 28 pulgadas (60-70 cm), incrementando hasta alrededor de unas 48 pulgadas (1,25 m) en la proa, que fue protegida por una entalladura de hierro sobresaliente. Codales y tirantes en toda la longitud del casco le proporcionaban una resistencia adicional.
El buque estaba aparejado como una goleta de tres mástiles, con una superficie total de vela de 560 m². Su motor auxiliar de 220 caballos de potencia era capaz de alcanzar velocidades de hasta 7 nudos (13 km/h). Sin embargo, la velocidad y las cualidades de navegación eran secundarias en relación con la necesidad de proporcionar un bastión seguro y caliente para Nansen y su equipo durante una deriva que podría durar varios años, por lo que se prestó especial atención al aislamiento de los alojamientos. Con alrededor de 400 toneladas de registro bruto, la nave era considerablemente mayor que la que Nansen había previsto (la estimación original era que unos 170 toneladas de registro bruto serían suficientes): tenía una longitud total de 128 pies ( 39 m) y una anchura de 36 pies (11 m), una razón de poco más de tres a uno, dándole una apariencia inusualmente gruesa. Esta extraña forma fue explicada por Archer: «Un buque que se construye exclusivamente por su capacidad para adaptarse a su fin [de Nansen] debe diferir esencialmente de cualquier buque conocido». El 6 de octubre de 1892 la nave fue botada por Eva, la esposa de Nansen, después de una breve ceremonia en el astillero de Archer en Larvik. Al buque se le dio el nombre de Fram (que en noruego significa «Adelante»).

### Tripulación
Para la expedición de Groenlandia de 1888-1889 Nansen había abandonado la tradicional dependencia de medios pesados, tanto en barcos como tripulación, basándose sobre todo en un pequeño grupo bien entrenado. Utilizando el mismo principio para el viaje del Fram, Nansen eligió un grupo de solo doce miembros de entre los miles de solicitudes que llegaron de todas partes del mundo. Uno de los solicitantes fue Roald Amundsen, entonces con 20 años y futuro conquistador del Polo Sur, cuya madre le impidió ir. También quiso participar el explorador inglés Frederick George Jackson (1860-1938), pero Nansen lo rechazó ya que solo quería noruegos, por lo que Jackson, afortunadamente como luego se vería, organizó su propia expedición a la Tierra de Francisco José, la expedición Jackson-Harmsworth.
Como capitán del buque y como segundo al mando de la expedición, Nansen eligió a Otto Sverdrup, un experimentado navegante que había tomado parte en la travesía de Groenlandia. Theodore Jacobsen, que tenía experiencia en el Ártico como capitán de una balandra, firmó como piloto del Fram y el joven teniente naval Sigurd Scott Hansen se hizo cargo de las observaciones meteorológicas y magnéticas. El médico del buque y botánico de la expedición fue Henry Blessing, que se había graduado en medicina justo antes de la fecha de partida del Fram. El teniente del ejército en la reserva y experto en la conducción de perros Hjalmar Johansen estaba tan decidido a unirse a la expedición que aceptó inscribirse como fogonero, el único puesto vacante. Asimismo Adolf Juell, con 20 años de experiencia en el mar como piloto y capitán, asumió el cargo de cocinero en el Fram. Ivar Mogstad, que era funcionario del hospital psiquiátrico de Gaustad, impresionó a Nansen por sus habilidades técnicas como mecánico. El hombre de más edad del grupo, que contaba 40 años, era el ingeniero jefe Anton Amundsen (sin relación con Roald). El segundo maquinista, Lars Pettersen, ocultó su nacionalidad sueca a Nansen, y aunque pronto fue descubierto por sus compañeros, se le permitió quedarse con la expedición, el único no noruego de la tripulación. Los miembros restantes fueron Theodore Jacobsen, Peter Henriksen, Bernhard Nordahl y Bernt Bentzen, el último que incorporó a la expedición en Tromsø, en un corto plazo.

## El viaje

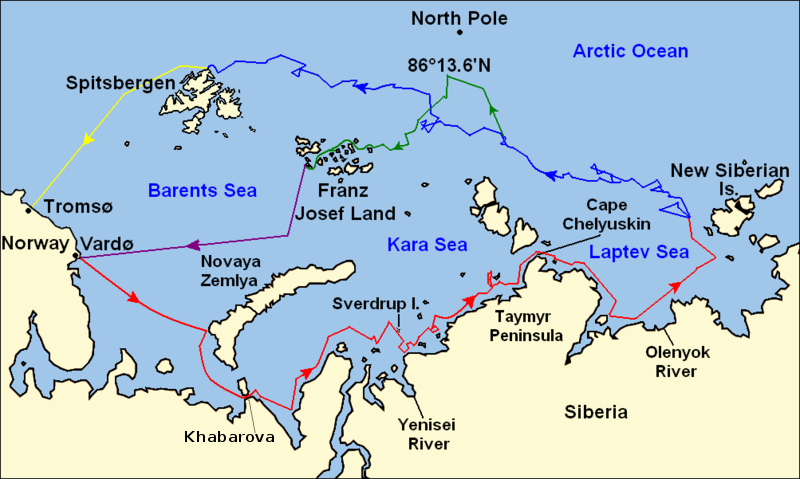
Rutas seguidas durante la expedición del Fram de 1893-1896:
Ruta del Fram hacia el este, desde Vardø, a lo largo de la costa siberiana, girando al norte hasta las islas de Nueva Siberia para entrar en el hielo (julio-septiembre de 1893)
Deriva del Fram en el hielo desde las islas de Nueva Siberia al noroeste hasta las Spitsbergen (septiembre 1893 – agosto de 1896)
Marcha de Nansen y Johansen hasta el Farthest North, 86°13.6'N, y retirada a cabo Flora, en la Tierra de Francisco José (marzo de 1895 – junio de 1896)
Regreso de Nansen y Johansen a Vardø desde cabo Flora (agosto de 1896)
Viaje del Fram desde Spitsbergen a Tromsø (agosto de 1896)

### Partida hacia el hielo
Antes del inicio del viaje Nansen decidió desviarse de su plan original: en lugar de seguir la ruta de la USS Jeannette a las islas de Nueva Siberia a través del estrecho de Bering, haría un viaje más corto, tomando el Paso del Noreste que había seguido Nordenskiöld a lo largo de la costa norte de Siberia. (Nansen no dio ninguna explicación de esta decisión, más allá de afirmar que la ruta más corta era segura y permitiría una rápida puesta en la deriva.) El Fram dejó Christiania (hoy Oslo) el 24 de junio de 1893, siendo despedido por un saludo de cañón desde la fortaleza y los vítores de miles de simpatizantes. Esta fue la primera de una serie de despedidas del Fram, que navegó alrededor de la costa rumbo al norte, llegando a Bergen el 1 de julio (donde hubo un gran banquete en honor de Nansen); a Trondheim, el 5 de julio; y, una semana después, a Tromsø, ya al norte del círculo polar ártico. El último puerto noruego que visitó fue Vardø, donde el Fram llegó el 18 de julio. Después del aprovisionamiento final, Nansen, Sverdrup, Hansen y Blessing pasaron sus últimas horas en tierra en una sauna, siendo golpeados con varas de abedul por dos chicas jóvenes.
La primera etapa del viaje hacia el este llevó al Fram a cruzar el mar de Barents hacia Nueva Zembla y luego hasta el asentamiento ruso de Khabarova, donde embarcaron un primer grupo de perros. El 3 de agosto el Fram levó anclas y se movió con cautela hacia el este, entrando en el mar de Kara al día siguiente. Pocos barcos habían navegado en el mar de Kara antes y las cartas marinas de que se disponía eran bastante incompletas. El 18 de agosto, en la zona del delta del río Yenisei, descubrieron una isla desconocida, que fue nombrada como isla Sverdrup, en honor del capitán del Fram. El barco siguió avanzando hacia la península de Taimyr y el cabo Cheliuskin, el punto más septentrional de la tierra continental euroasiática. El pesado hielo hacia muy lento el progreso de la expedición, y a finales de agosto se detuvieron durante cuatro días, mientras reparaban y limpiaban la caldera del buque. La tripulación también experimentó el fenómeno del «agua muerta», en que el avance de un barco se ve obstaculizado por la fricción causada por una capa de agua dulce que sobrenada por encima de la más pesada agua salada. Nansen lo describió del siguiente modo:

Cuando cayó en el agua muerta el Fram parecía estar contenido como por alguna fuerza misteriosa y no siempre respondía al timón. En tiempo de calma, con una carga ligera, el Fram era capaz de hacer 6 o 7 nudos. En aguas muertas no pudo hacer 1,5 nudos. Hicimos bucles en nuestro curso, a veces nos volvimos, intentamos toda clase de travesuras para librarnos, pero con muy poco beneficio.
When caught in dead water Fram appeared to be held back, as if by some mysterious force, and she did not always answer the helm. In calm weather, with a light cargo, Fram was capable of 6 to 7 knots. When in dead water she was unable to make 1.5 knots. We made loops in our course, turned sometimes right around, tried all sorts of antics to get clear of it, but to very little purpose.
Nansen 

El 9 de septiembre se abrió una amplia extensión de agua libre de hielo y al día siguiente doblaron el cabo Cheliuskin —siendo el segundo barco en hacerlo, después de que lo hiciera en 1878 el Vega, el barco de Nordenskjöld— y entraron en el mar de Laptev.
Después de que el hielo les impidiera llegar a la desembocadura del río Olenyok, donde les esperaba un segundo grupo de perros, el Fram se trasladó al noreste hacia las islas de Nueva Siberia. La esperanza de Nansen era encontrar aguas abiertas a los 80°N y luego entrar en la banquisa; sin embargo, el 20 de septiembre avistaron el hielo al sur de los 78°N. El Fram siguió la línea del hielo antes de detenerse en una pequeña bahía más allá de los 78°N. El 28 de septiembre se hizo evidente que el hielo no se rompería y los perros fueron trasladados a dos perreras sobre el hielo. El 5 de octubre el timón se elevó a una posición de seguridad y el barco, en palabras de Scott Hansen, estaba «bien y verdaderamente amarrado para el invierno». Su posición era 78°49′N, 132°53′E.

### Deriva delFram(primera etapa)

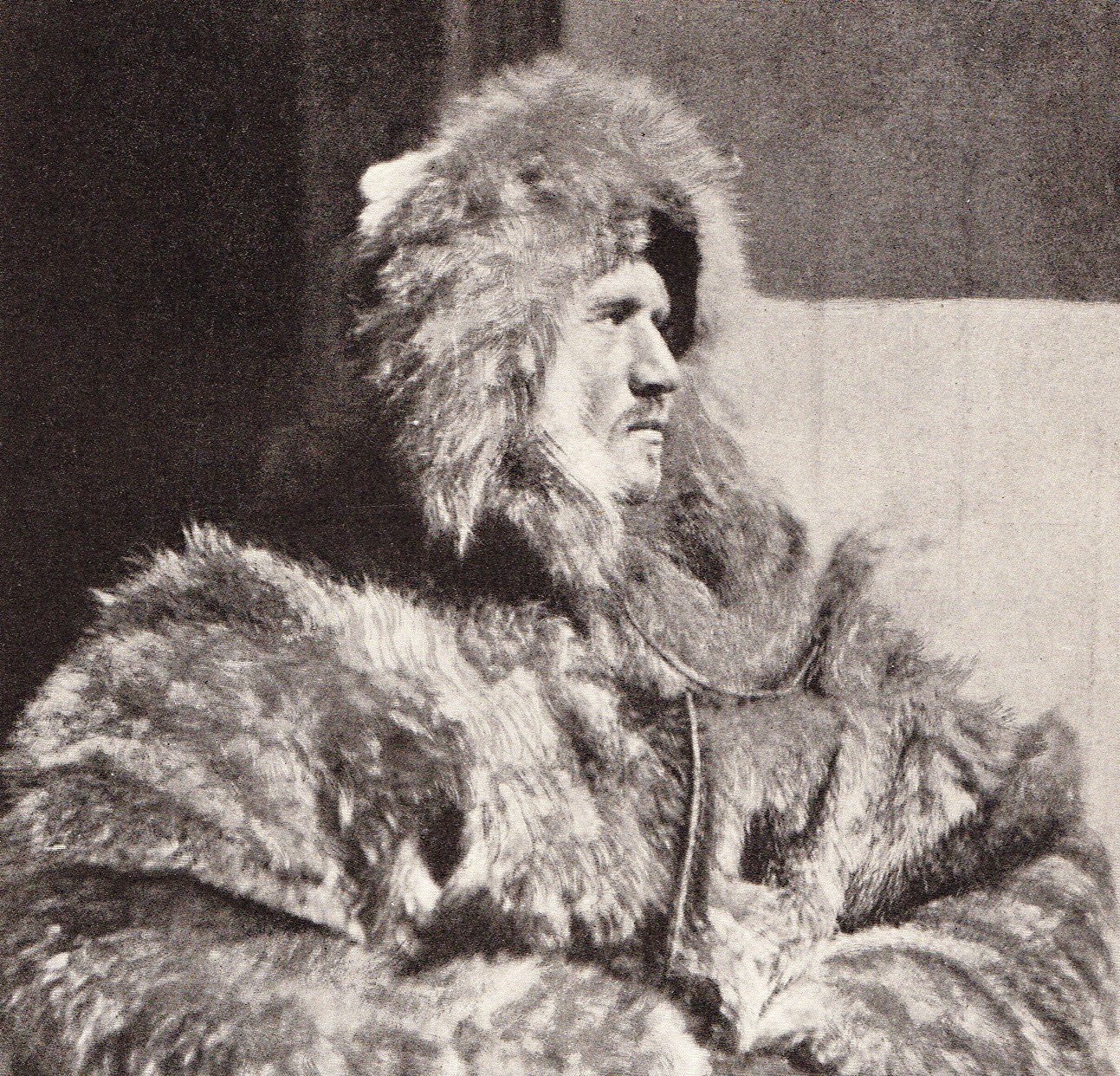
Hjalmar Johansen, el stoker y experto en la conducción de perros del Fram's, fue el compañero elegido por Nansen para el asalto al Polo Norte.

El 9 de octubre el Fram tuvo su primera experiencia de la presión del hielo. El diseño de Archer demostró rápidamente ser acertado, ya que el barco subía y bajaba, y el hielo no podía agarrar el casco. Por otra parte, las primeras semanas en el hielo fueron decepcionantes, ya que la deriva era impredecible y trasladó el Fram de manera variable, a veces al norte, a veces, al sur; el 19 de noviembre, después de seis semanas, el Fram estaba más al sur de la latitud en la que habían entrado en el hielo.
Después de que el sol desapareciera el 25 de octubre, el buque quedó iluminado con lámparas eléctricas alimentadas por un aerogenerador (generador de viento). La tripulación se entregó a una cómoda rutina en la que el aburrimiento y la inactividad eran los principales enemigos. Los hombres comenzaron a irritarse unos con otros y hubo algunas disputas. Nansen intentó fundar un periódico, pero el proyecto pronto languideció por falta de interés. Se realizaban pequeñas tareas y las observaciones científicas se mantuvieron, pero no había ninguna urgencia. Nansen expresó su frustración en su diario: «Siento que debo romper esta mortandad, esta inercia, y encontrar alguna salida para mis energías». Y más adelante: «¿No sucederá algo? ¿No puede venir un huracán y romper este hielo?» Solo después del cambio de año, en enero de 1894, emprendieron una dirección generalmente norte. La marca de los 80°N fue finalmente superada el 22 de marzo.

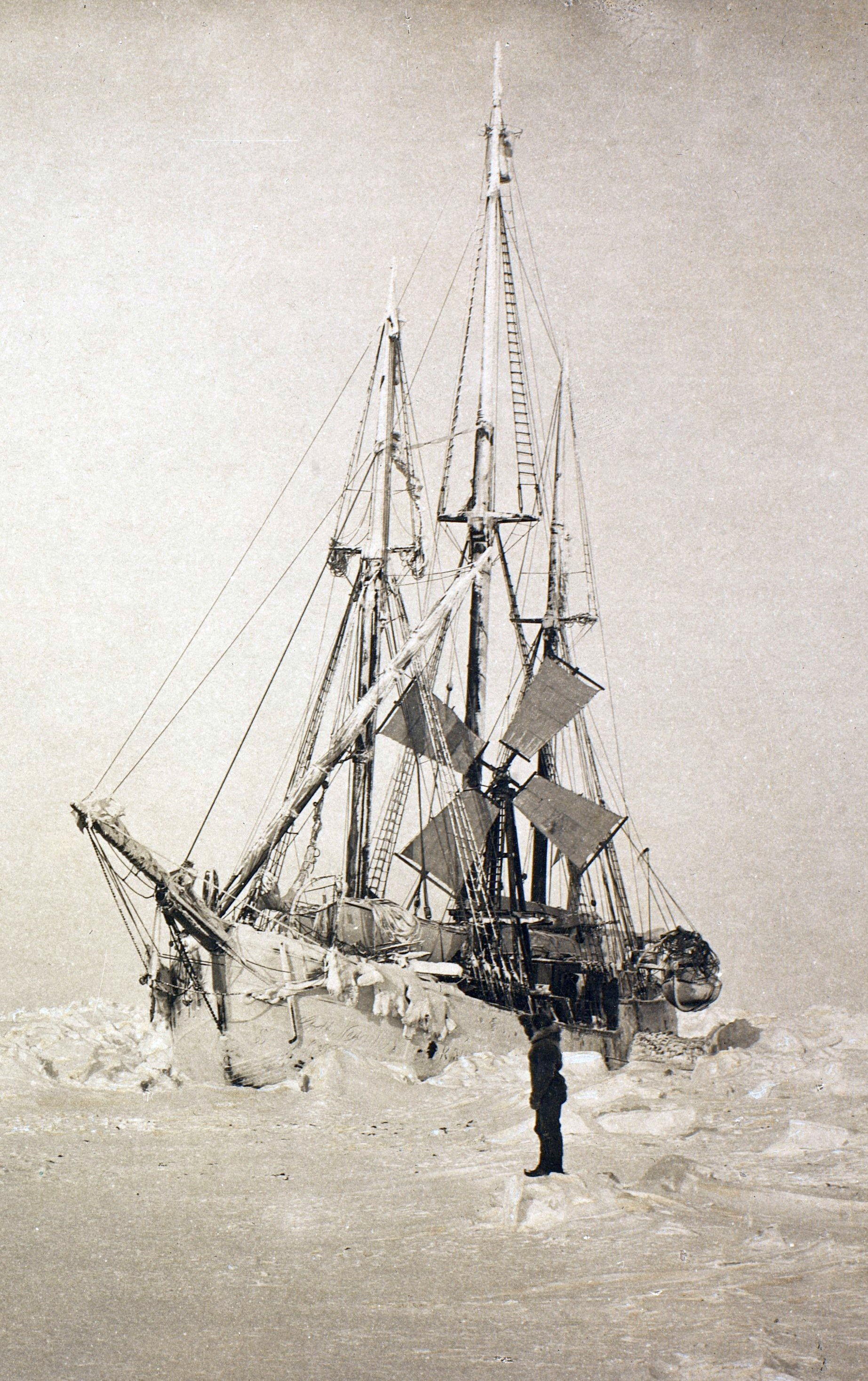
El Fram, atrapado en el hielo (marzo de 1894)

Basándose en la dirección incierta y la lentitud de la deriva, Nansen calculó que el barco podría tardar cinco años en llegar al Polo. En enero de 1894 discutió por vez primera con Johansen y Henriksen la posibilidad de hacer un viaje en trineo con los perros, desde el Fram hasta el polo, aunque no hizo planes inmediatos. Los primeros intentos de Nansen de guiar un trineo fueron un vergonzoso fracaso, pero perseveró y gradualmente obtuvo mejores resultados. También descubrió de que la velocidad normal de crucero con los esquís de fondo era la misma que la de los perros tirando de los trineos cargados. Los hombres podrían viajar por su propio pie, con esquís, en lugar de montar en el trineo y las cargas podrían aumentarse en consonancia. Esto, según el biógrafo e historiador Roland Huntford, equivalía a una revolución en los métodos de los viajes polares.
El 19 de mayo, dos días después de las celebraciones del Día Nacional de Noruega, el Fram pasó los 81°N, indicando que la velocidad al norte de la nave iba aumentando lentamente, aunque todavía era apenas de una milla al día (1,6 km). Con la creciente convicción de que sería necesario un viaje en trineo para llegar al Polo, en septiembre Nansen decretó que todo el mundo practicase el esquí durante dos horas al día. El 16 de noviembre reveló su intención a la tripulación: él y un acompañante abandonarían el barco e intentarían alcanzar el Polo cuando superasen los 83°N; después de alcanzar el Polo, la pareja iría hacia la Tierra de Francisco José y luego cruzarían a las Spitsbergen, donde esperaban encontrar un barco que les llevara de regreso a casa. Tres días más tarde Nansen le preguntó a Hjalmar Johansen, el más experimentado conductor de perros de la tripulación, si se uniría a él en tal viaje polar.
La tripulación paso los meses siguientes preparando el asalto al Polo. Construyeron unos trineos que facilitasen los desplazamientos rápidos en terreno agreste y unos kayaks según el modelo de los inuit, para su uso durante los esperados cruces a través de zonas de aguas abiertas. Hubo ensayos sin fin de ropa especial y otros equipos. El 3 de enero de 1895 unos violentos y prolongados temblores comenzaron a agitar el barco y dos días después la tripulación desembarcó, temiendo que el barco fuera aplastado. Sin embargo, la presión disminuyó y la tripulación volvió a bordo, reanudando los preparativos para el viaje de Nansen. Después de la excitación, observaron que el Fram había derivado más allá del registro más al norte de Adolphus Greely (83°24′ N) y el 8 de enero alcanzaron los 83°34′ N.

### Marcha hacia el Polo

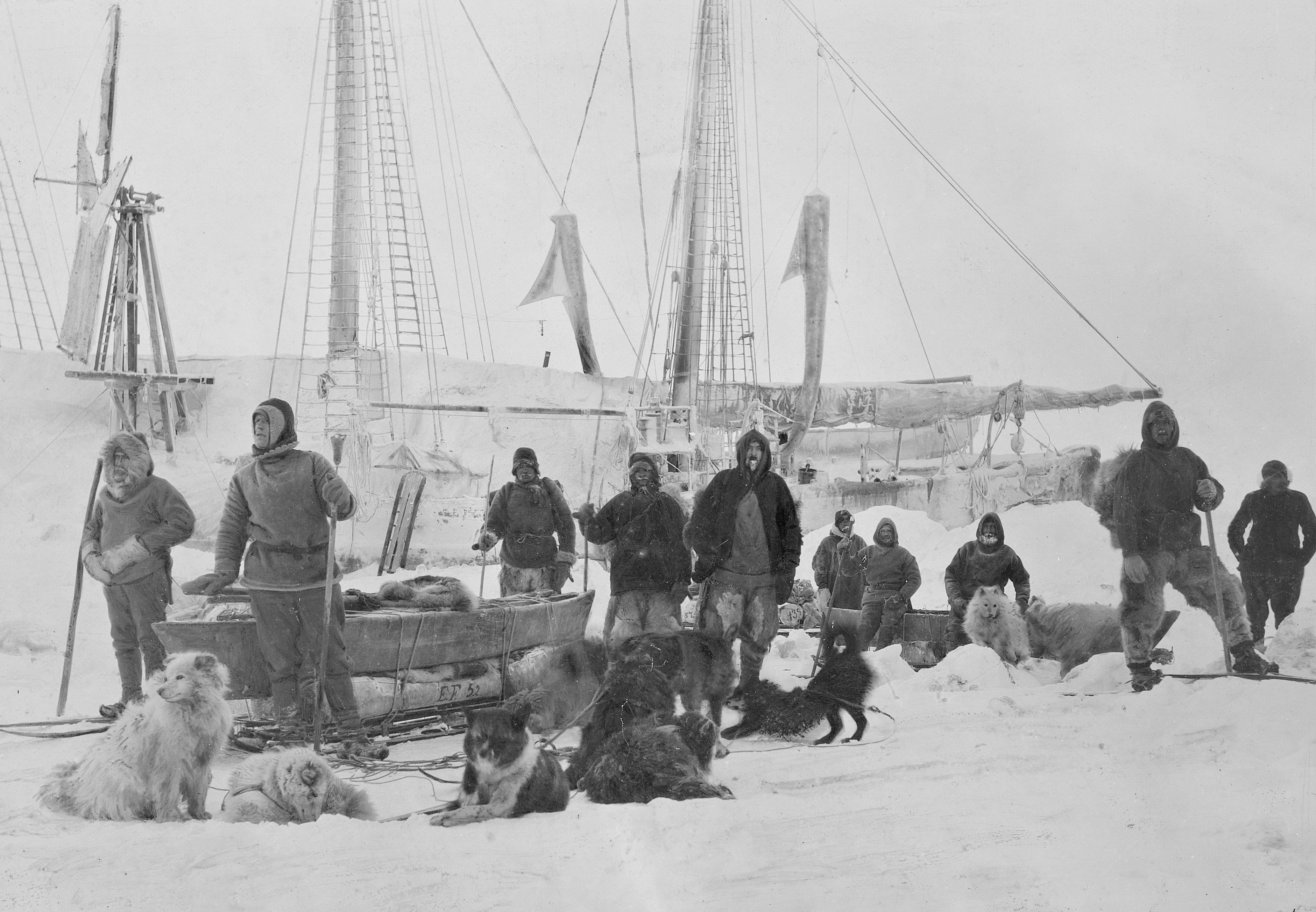
Nansen y Johansen parten finalmente en su viaje polar el 14 de marzo de 1895. Nansen es la figura más alta, segundo por la izquierda; Johansen está de pie, segundo por la derecha.

El 17 de febrero de 1895 Nansen inició una carta de despedida a su esposa Eva, escribiendo que en caso de llegar «usted sabrá que su imagen será la última que veo». También estuvo leyendo todo acerca de la Tierra de Francisco José, su destino previsto después de alcanzar el Polo. El archipiélago había sido descubierto en 1873 por Julius Payer, y se había cartografiado de manera incompleta. El mapa de Payer de 1874 de la Tierra de Francisco José, era todo lo que estaba a disposición de Nansen en el inicio de su viaje.  Era sin embargo, aparentemente, el hogar de innumerables osos y focas, y Nansen los veía como una excelente fuente de alimento en su viaje de regreso a la civilización.
El 14 de marzo, con el barco en los 84°4′ N, la pareja comenzó finalmente su marcha al Polo. Era su tercer intento de abandonar el barco: el 26 de febrero y otra vez el 28 del mismo mes, los daños que sufrieron los trineos les había obligado a regresar después de viajar unas cortas distancias. Después de estos percances, Nansen hizo una reforma profunda de su equipo, reduciendo al mínimo los suministros para el viaje y volviendo a calcular el peso, reduciendo el convoy a tres trineos, antes de dar la orden de empezar de nuevo. Un grupo de apoyo acompañó a la pareja y compartieron el campamento la primera noche. Al día siguiente, Nansen y Johansen esquiaron solos.
La pareja inicialmente viajó sobre campos de nieve principalmente llanos. Nansen había previsto que necesitarian 50 días para cubrir las 356 millas náuticas (660 km) que faltaban para llegar al Polo, lo que requería un viaje diario promedio de siete millas náuticas (13 km). El 22 de marzo, una observación con el sextante, mostró que la pareja había recorrido 65 millas náuticas (120 km) hacia el polo en una media diaria de más de nueve millas náuticas (17 km). Esto se había logrado a pesar de las temperaturas muy bajas, generalmente alrededor de -40 °C, y de pequeños contratiempos, incluyendo la pérdida de los medidores de distancia de los trineos. Sin embargo, cuando la superficie se volvió irregular y el esquí más difícil, su velocidad se volvió más lenta. Una lectura del sextante del 29 de marzo indicó que estaban en los 85°56′ N, habiéndose acercado esa semana 47 millas náuticas (87 km) al Polo, pero también mostró que las distancias diarias promedio iban disminuyendo. Más preocupante aún, ese mismo día, fue que una lectura con el teodolito sugirió que estaban solo en los 85°15′ N y no tenían forma de saber cuál de esas lecturas era la correcta. Se dieron cuenta de que estaban luchando contra una deriva hacia el sur y que las distancias que recorrían no necesariamente equivalían a una progresión hacia el norte. El diario de Johansen indica un estado de ánimo menguante: «Mis dedos están todos destruidos. Todos los mitones están helados... Esto va de mal en peor... sabe Dios lo que nos ocurrirá».

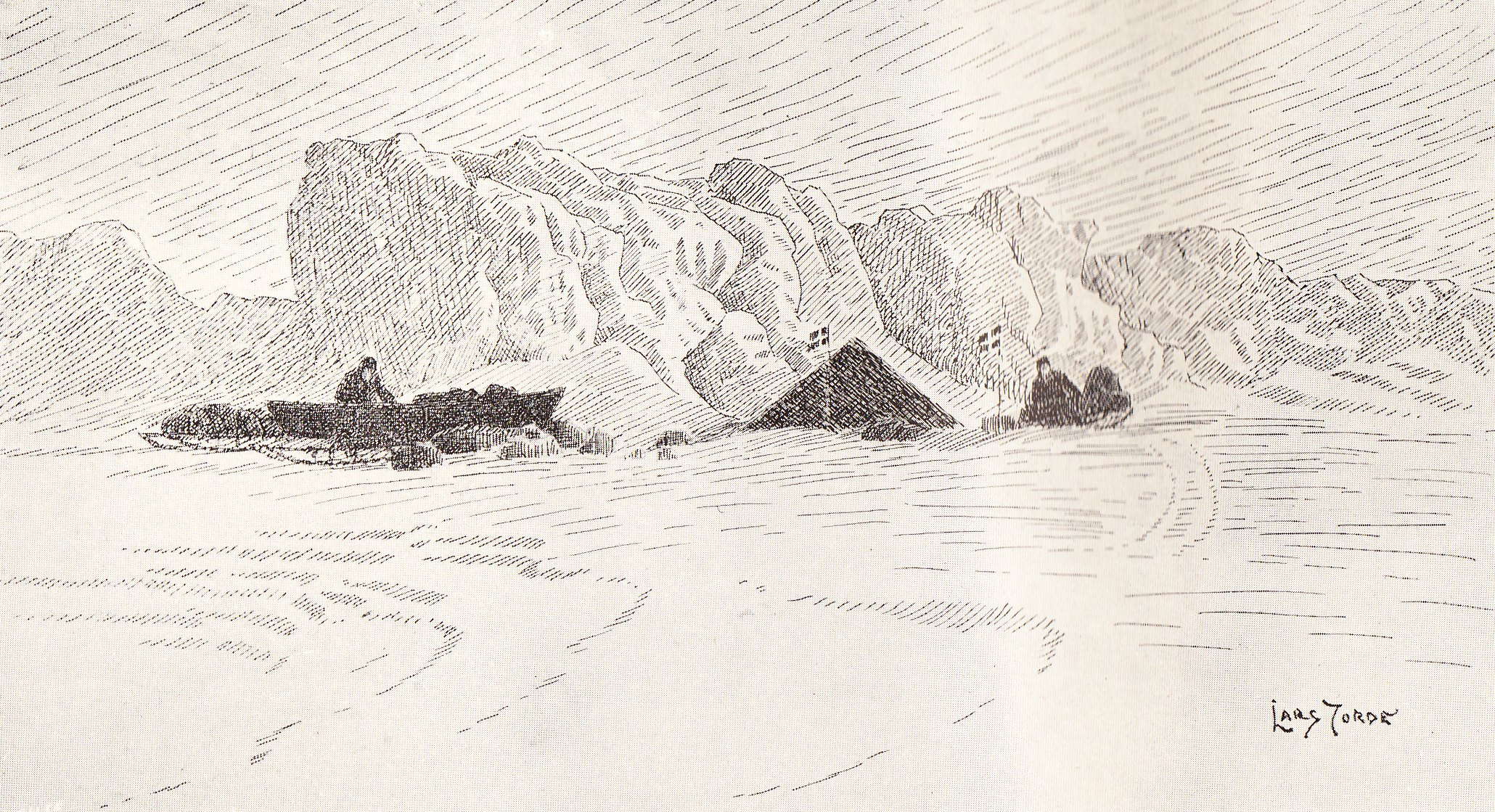
Impresión artística del campamento más septentrional de Nansen y Johansen, 86°13,6 'N, el 7 de abril de 1895. El dibujo muestra una pequeña tienda de campaña triangular con un hombre con trineos y perros a la izquierda y a la derecha la figura sentada de otro hombre.

El 3 de abril, después de días de viaje difícil, Nansen comenzó en privado a preguntarse si el Polo no estaría, después de todo, fuera de su alcance. A menos que la superficie de la nieve mejorase, la comida no iba a durar para llegar al Polo y luego alcanzar la Tierra de Francisco José. Al día siguiente calculó su posición, unos decepcionantes 86°3′ N; Nansen confesó en su diario: «Cada vez estoy más convencido de que deberemos volver antes de tiempo». El 7 de abril, después de realizar el campamento, Nansen exploró con las raquetas de nieve buscando un camino hacia adelante, pero solo vio «un verdadero caos de bloques de hielo que se extendían hasta el horizonte». Se decidió que no irían más al norte y se dirigirían a cabo Fligely, en la Tierra de Francisco José. Nansen registró la latitud de ese último campamento más al norte en los 86°13,6'N, casi tres grados más allá que la marca más al norte anterior de Greely.

### Retirada a la Tierra de Francisco José

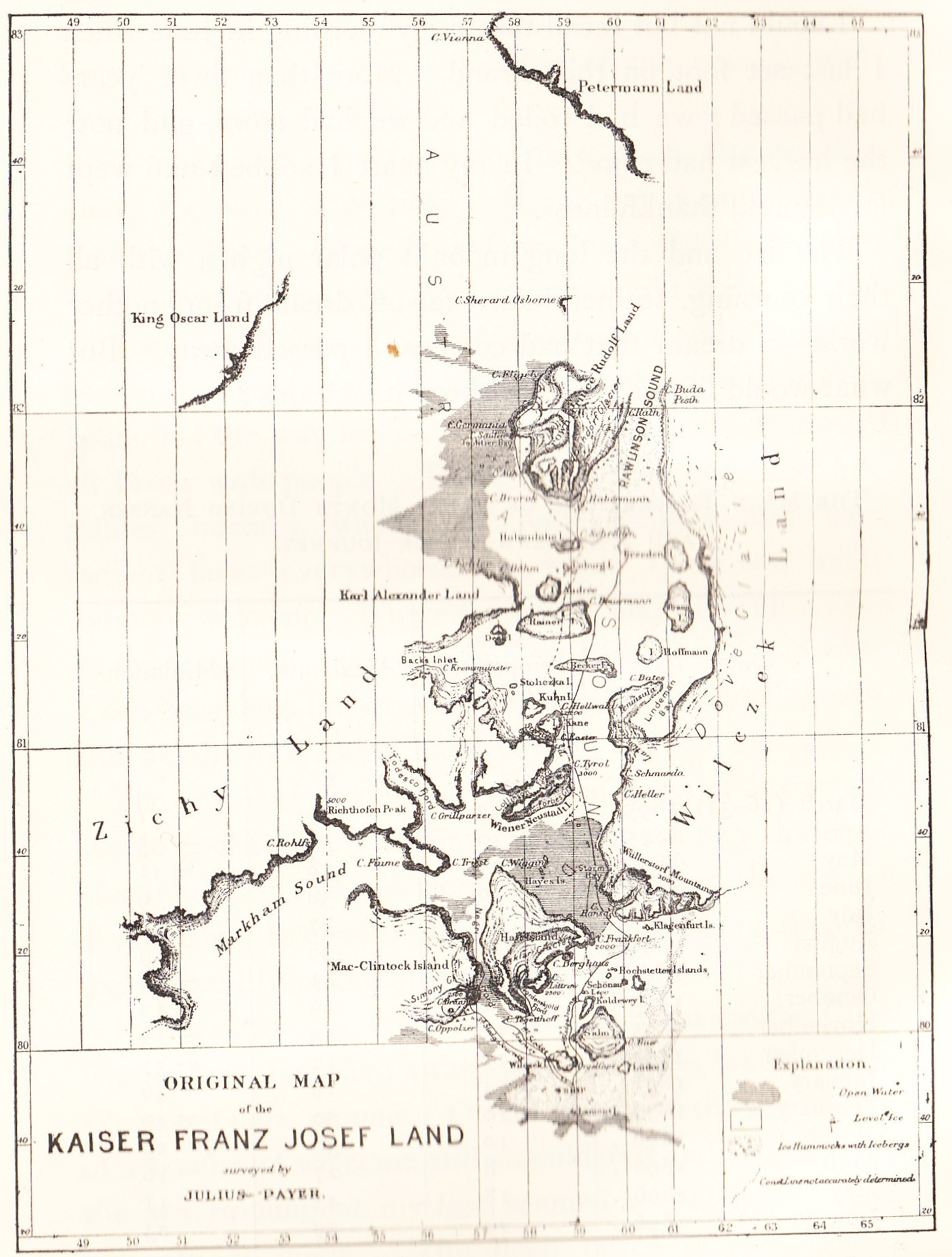
El mapa de Payer de 1874 de la Tierra de Francisco José era todo lo que estaba a disposición de Nansen en el inicio de su viaje

El cambio de dirección en el viaje, ahora hacia el suroeste, hizo que mejorasen mucho las condiciones en que viajaban, probablemente porque el curso a la Tierra de Francisco José era sensiblemente paralelo a las líneas de perturbación en el hielo en lugar de perpendicular a ellas. El progreso no se hizo esperar: «Si esto sigue así —recogió Nansen el 13 de abril— el viaje de regreso será más rápido de lo que pensaba». Sin embargo, la misma entrada del diario registra un accidente ese día: los relojes de ambos hombres se habían detenido. A pesar de que el comentario en el diario de Nansen no le da importancia, el incidente era potencialmente grave. Sin la hora correcta no podrían calcular su longitud y, por lo tanto, mantener el rumbo correcto a Tierra de Francisco José. Reinician los relojes basándose en las suposiciones de Nansen de que su longitud era de 86°E, pero la pareja ya no estaba segura de dónde se encontraban. Si estuvieran más al oeste de lo supuesto por Nansen, pasarían de largo totalmente la Tierra de Francisco José e irían de cabeza al Atlántico abierto.
La dirección de la deriva se volvió hacia el norte, anulando el progreso de la pareja. El 18 de abril, después de un viaje de 11 días desde su posición más al Norte, solo habían avanzado 40 millas náuticas (74 km) al sur. Viajaban entonces en un terreno mucho más roto con amplias zonas de aguas abiertas. El 20 de abril se animaron por la visión de un gran pedazo de madera flotante atrapado en un témpano de hielo, el primer objeto del mundo exterior que habían visto desde que el Fram había quedado atrapado en el hielo. Johansen talló sus iniciales y las de Nansen con la latitud y la fecha. Un día o dos después vieron las huellas de un zorro ártico, el primer rastro de una criatura viviente, que no fuesen sus perros, desde que dejaron el Fram. Pronto aparecieron más rastros y Nansen empezó a creer que la tierra podría estar cerca.

Mapa de la Tierra de Francisco José que muestra la ruta de Nansen y Johansen, a través de las islas dispersas del archipiélago (agosto de 1895-junio de 1896). La línea representa el viaje a cabo Flora y se recoge el lugar de los cuarteles de invierno en la isla Frederick Jackson.

La latitud calculada el 9 de mayo, 84°3′ N, fue decepcionante ya que Nansen esperaba que estuvieran más al sur. Sin embargo, a medida que mayo avanzaba empezaron a ver huellas de oso y a finales de mes, las focas, gaviotas y ballenas eran abundantes. Según los cálculos de Nansen, el 31 de mayo habían alcanzado los 82°21′ N, que los situaba a solo 50 millas náuticas (93 km) del cabo Fligely si su estimación era correcta. Con el clima más cálido el hielo comenzó a romperse, haciendo el viaje más difícil. Desde el 24 de abril, habían ido matando a los perros a intervalos regulares para alimentar a los perros restantes, y al comienzo de junio solo siete de los 28 iniciales quedaban con vida. El 21 de junio la pareja se deshizo de todo el equipo y los suministros excedentarios, planificando viajar lo más ligero posible y vivir de los suministros ahora abundantes de focas y aves. Después de un día de viaje de esta manera, decidieron descansar en un témpano, para impermeabilizar los kayaks y recuperar fuerzas para la siguiente etapa de su viaje. Permanecieron acampados en el témpano un mes entero.
El 23 de julio, el día después de dejar el campamento, Nansen tuvo la primera visión indiscutible de tierra. Escribió: «¡Al fin la maravilla ha pasado, tierra, tierra, después de que casi habíamos renunciado a creer en ella!» En los días siguientes, los dos lucharon por alcanzar esa tierra, que aparentemente no se acercaba, aunque a finales de julio podían escuchar el sonido lejano de las olas rompiendo. El 4 de agosto sobrevivieron a un ataque de un oso polar y dos días más tarde llegaron al borde del hielo, quedando solamente agua entre ellos y la tierra. El 6 de agosto mataron los últimos dos perros, convirtieron los kayaks en un catamarán, con los trineos y los esquís atravesados, y desplegaron una vela.
Nansen llamó a esta primera tierra «Hvidtenland» (en español, isla Blanca). Después de realizar el campamento en un témpano de hielo subieron una ladera y miraron a su alrededor. Era evidente que estaban en un archipiélago, pero lo que podían ver no tenían relación con su mapa incompleto de la Tierra de Francisco José. Solo podían continuar hacia el sur con la esperanza de encontrar un accidente geográfico que pudieran identificar con certeza. El 16 de agosto Nansen identificó tentativamente un promontorio como el cabo Felder, ubicado en los mapas de Payer en la costa occidental de la Tierra de Francisco José. El objetivo de Nansen era ahora llegar a un refugio y a los suministros que habían sido dejados por una expedición anterior en un lugar conocido como Eira Harbor, en el extremo sur de las islas. Sin embargo, los vientos contrarios y el hielo suelto hacían que los nuevos progresos en el kayak fueran peligrosos, y el 28 de agosto Nansen decidió que, ya que un nuevo invierno polar se acercaba, deberían de permanecer donde estaban y esperar a la primavera siguiente.

### A cabo Flora

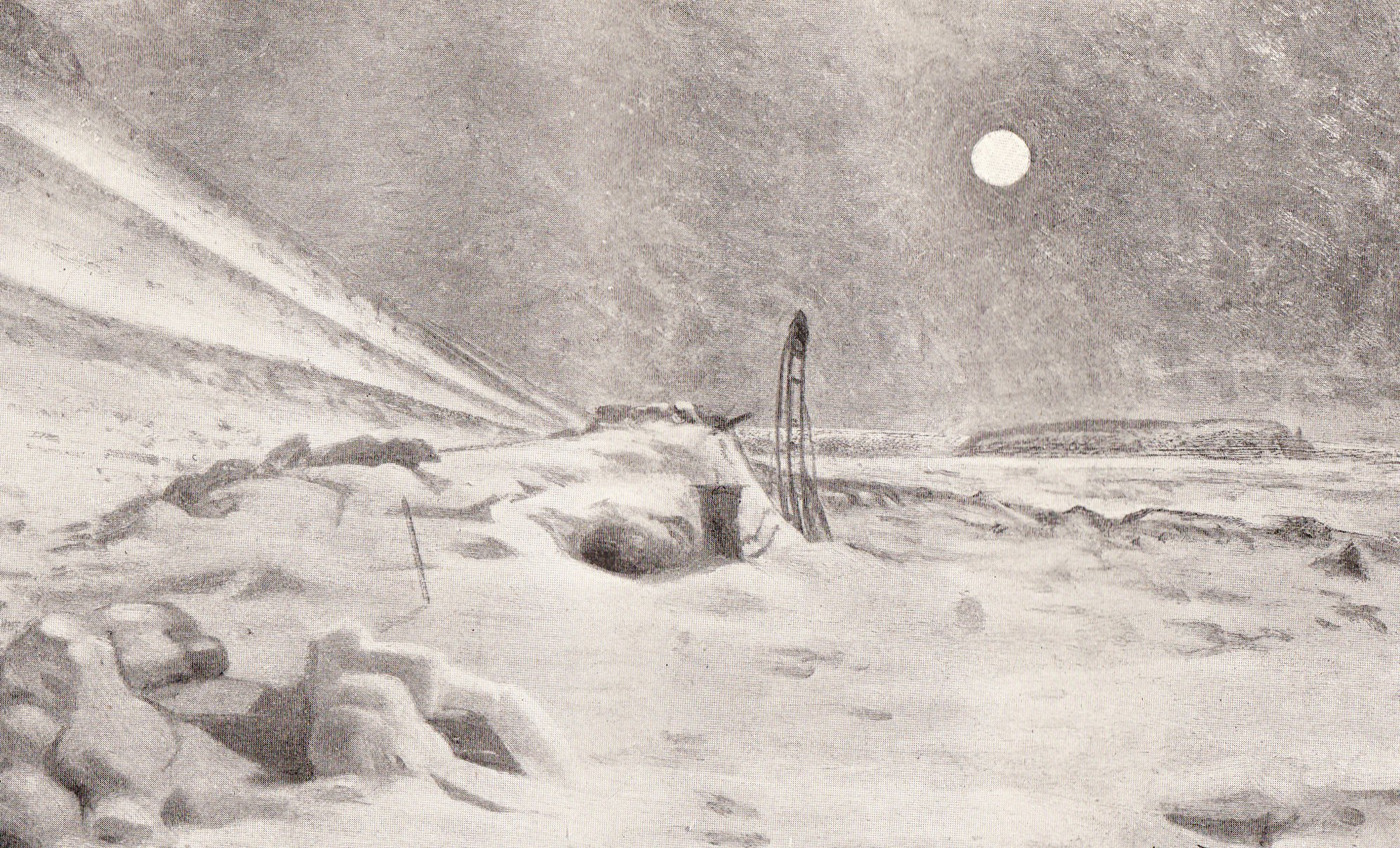
La cabaña en la Tierra de Francisco José, cubierta de nieve, en la que Nansen y Johansen pasaron el invierno de 1895/1896. (Dibujo basado en una fotografía de Nansen)

Como base para su cuartel de invierno, Nansen y Johansen encontraron una playa en una ensenada protegida, con abundantes piedras y musgo que les servirían como materiales de construcción. Excavaron un agujero de tres metros de profundidad, levantaron unas paredes a su alrededor con rocas y piedras sueltas y estiraron unas pieles de morsa en lo alto a guisa de techo. Improvisaron una chimenea usando nieve y los huesos de morsa. Este albergue, que llamaron «El Agujero», estaba listo totalmente el 28 de septiembre e iba a ser su hogar durante los siguientes ocho meses. La situación era incómoda, pero no amenazaba su vida y había un suministro abundante de osos, morsas y focas para abastecer su despensa. Su principal enemigo era el aburrimiento; pasar el tiempo con la única lectura del diario del viaje y las tablas de navegación de Nansen, a la luz de su lámpara de grasa, y luego volver a leerlas de nuevo.
En Navidad, la pareja lo celebró con chocolate y pan de sus raciones del trineo. En Año Nuevo Johansen registró que Nansen adoptó finalmente un trato familiar, ya que hasta entonces habían mantenido las formalidades («señor Johansen», «profesor Nansen») durante todo el viaje. En Año Nuevo fabricaron con un saco de dormir descartado unas ropas simples para el exterior —blusa y pantalón— , preparándose para la reanudación de su viaje tan pronto como el clima se volviese más cálido. El 19 de mayo de 1896, después de semanas de preparación, estaban listos. Nansen dejó una nota en la choza informando a un posible buscador: «Vamos al suroeste, a lo largo de la tierra, para cruzar hasta las Spitsbergen».
Durante más de dos semanas siguieron la línea de costa hacia el sur. Nada de lo que veían parecía encajar con su rudimentario mapa de la Tierra de Francisco José y Nansen especuló sobre si estarían de hecho en alguna tierra inexplorada entre la Tierra de Francisco José y las Spitsbergen. El 4 de junio un cambio en las condiciones les permitió poner en marcha sus kayaks, por primera vez desde que salieron de sus cuarteles de invierno. Una semana después, Nansen se vio obligado a arrojarse a las aguas heladas para rescatar los dos kayaks que, aún atados juntos, se había alejado después de haber sido amarrados con descuido. Se las arregló para llegar a la embarcación y, con un último esfuerzo, elevarse a bordo. A pesar de estar casi en estado de congelación disparó y sacó dos s mientras remaba en el catamarán de vuelta.

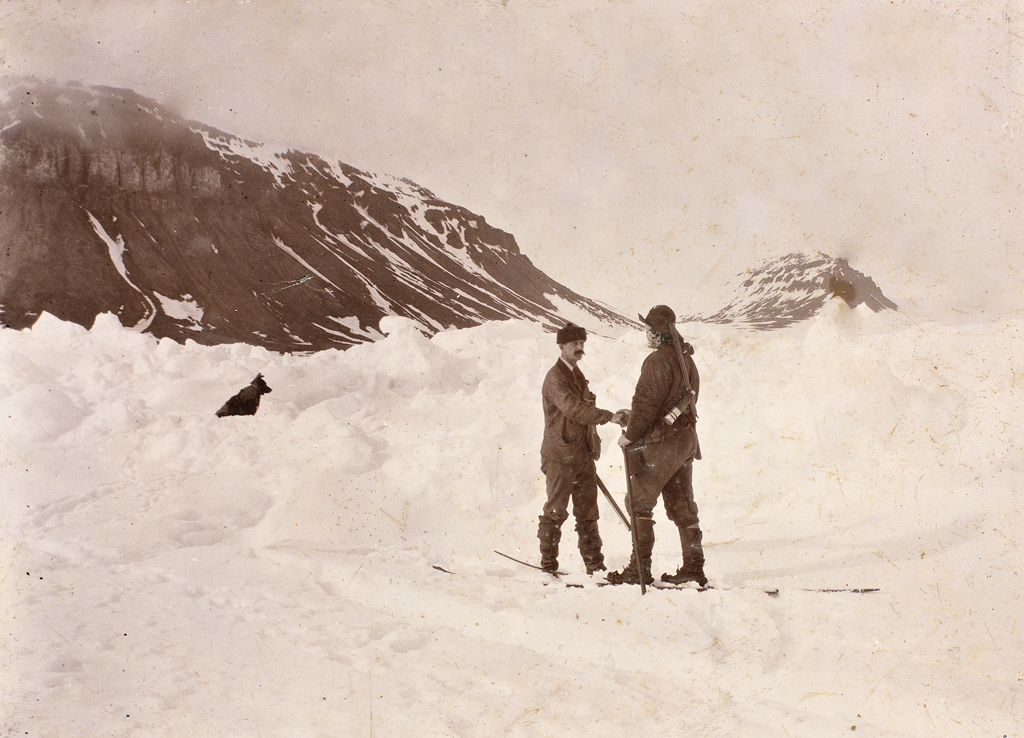
El encuentro de Nansen con Jackson en el cabo Flora, el 17 de junio de 1896 (una fotografía recreando el encuentro tomada horas después de la reunión original).

El 13 de junio unas morsas atacaron y dañaron los kayaks, siendo necesario realizar otra parada para hacer las reparaciones. El 17 de junio, mientras se preparaban para partir una vez más, Nansen creyó oír ladrar a un perro y fue a investigar. Luego oyó voces y unos minutos más tarde se encontró con un ser humano. Era Frederick Jackson, que había organizado su propia expedición a la Tierra de Francisco José después de ser rechazado por Nansen, y había establecido su cuartel general en el cabo Flora, en el norte de la isla Northbrook, la isla más meridional del archipiélago. El relato de Jackson fue que su primera reacción ante este súbito encuentro fue asumir que estaba ante la figura de un náufrago, tal vez de la nave de abastecimiento de la expedición que debía de llegar ese verano. Mientras se acercaba, Jackson vio «un hombre alto, con un sombrero de terreno suave, sin apretar hecho, ropa voluminosa y pelo enmarañado y barba larga, todos apestando a grasa negro». Tras vacilar un momento incómodo, Jackson reconoció a su visitante: «Usted es Nansen, ¿no?», y recibió la respuesta «Sí, soy Nansen.»
Johansen fue rescatado y la pareja se trasladó a la base en el cabo Flora, donde posaron para las fotografías (representando incluso el encuentro Jackson-Nansen) antes de bañarse y cortarse el pelo. Ambos hombres parecían estar en buen estado de salud, a pesar de su terrible experiencia; Nansen había perdido 9,5 kg de peso desde el inicio de la expedición, y Johansen solamente 5,9 kg. En honor de su salvador, Nansen nombre la isla donde habían pasado el invierno como «isla de Frederick Jackson». Las siguientes seis semanas, Nansen tuvo poco que hacer más que esperar la llegada del Windward [Barlovento] con la preocupación de que podrían tener que pasar otro invierno en el cabo Flora y, a veces, lamentaba que él y Johansen no hubiesen seguido a las Spitsbergen. Johansen anotó en su diario que Nansen había cambiado mucho desde una personalidad autoritaria de los días del Fram, y ahora estaba apagado y era cortés, aunque firme en que nunca emprendería un nuevo viaje. El 26 de julio finalmente llegó el Windward; el 7 de agosto, con Nansen y Johansen a bordo, navegó al sur y el 13 de agosto llegó al puerto de Vardø. Se envió un lote de telegramas informando al mundo del retorno a salvo de Nansen.

### Deriva delFram(segunda etapa)

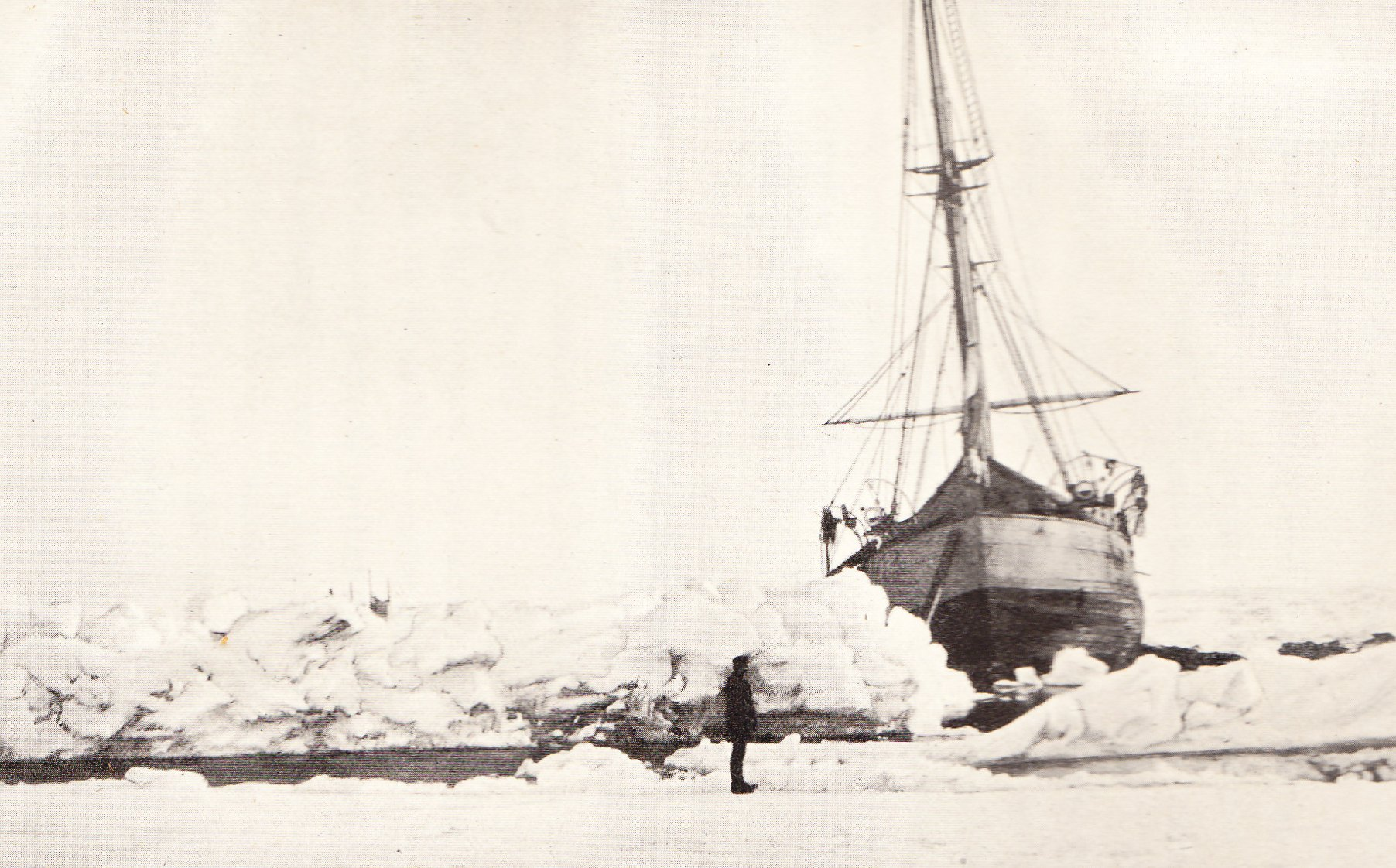
Vista frontal del Fram lista para partir. Está rodeada de hielo, pero frente al barco hay un estrecho canal de aguas abiertas. La escena es observada por un hombre de pie sobre el hielo (mayo de 1896)

Antes de partir del Fram, Nansen había designado a Sverdrup como líder del resto de la expedición, con órdenes de continuar con la deriva hacia el océano Atlántico, a menos que las circunstancias justificasen abandonar el barco y marchar por tierra. Nansen dejó instrucciones precisas acerca de mantener el trabajo científico, especialmente los sondeos de profundidad en el océano y las pruebas del espesor del hielo. Concluía: «Que nos encontramos en Noruega, ya sea a bordo de este buque o sin él».
La principal tarea de Sverdrup ahora era mantener a su tripulación ocupada. Ordenó una limpieza a fondo y estableció un grupo para socavar parte del hielo que les rodeaba y que estuviera amenazando con desestabilizar la nave. Aunque no había peligro inmediato para el Fram, Sverdrup supervisó la revisión y reparación de los trineos, y la organización de las disposiciones por si fuera necesario, después de todo, abandonar el buque y marchar a tierra. Con la llegada del clima más cálido, mientras se acercaba el verano de 1895, Sverdrup reanudó la práctica diaria del esquí. En medio de estas actividades continuaba un programa completo de actividades meteorológicas, magnéticas y oceanográficas bajo la supervisión de Scott Hansen; el Fram se había convertido en un laboratorio móvil, oceanográfico, meteorológico y biológico.
Siguiendo la deriva llegaron a zonas del océano profundo; luego los sondeos dieron profundidades sucesivas de 6000 pies (1800 m), 9000 pies (2700 m) y 2000 pies (610 m), una progresión que indicaba que una masa de tierra aún no descubierta estaba cerca. El 15 de noviembre de 1895 el Fram alcanzó los 85°55′ N, solo 19 millas náuticas (35 km) menos que la marca más al norte de Nansen. A partir de este punto, la deriva fue en general al suroeste, aunque el progreso fue durante largos períodos casi imperceptible. La inactividad y el aburrimiento aumentaron; Scott Hansen dejó constancia de que la Navidad y el Año Nuevo pasaron «con el ponche caliente de costumbre y la consiguiente resaca» y escribió que estaba «cada vez más disgustado con la embriaguez». A mediados de marzo de 1896, la posición era de 84°25′N, 12°50′E, una localización al norte de las Spitsbergen. El 13 de junio se abrieron las aguas y, por primera vez en casi tres años, el Fram se convirtió en un buque vivo. Tardaron dos meses más, hasta el 13 de agosto de 1896, antes de que encontrasen definitivamente aguas abiertas y, con una ráfaga de sus cañones, dejaron el hielo atrás. Habían emergido del hielo al noroeste de las Spitsbergen, justo en la predicción original de Nansen, demostrando que él estaba acertado y sus detractores errados. Más tarde, en ese mismo día, avistaron un barco, el Søstrone, un foquero de Tromsø. Sverdrup se les acercó para saber noticias, y se enteró de que nada se había oído de Nansen. El Fram recaló brevemente en las Spitsbergen, donde el explorador-ingeniero sueco Salomon August Andrée se estaba preparando para el vuelo en globo en que espera llegar al Polo. Después de un corto período en tierra, Sverdrup y su equipo comenzaron el viaje al sur de regreso a Noruega.

## Reunión y recibimiento

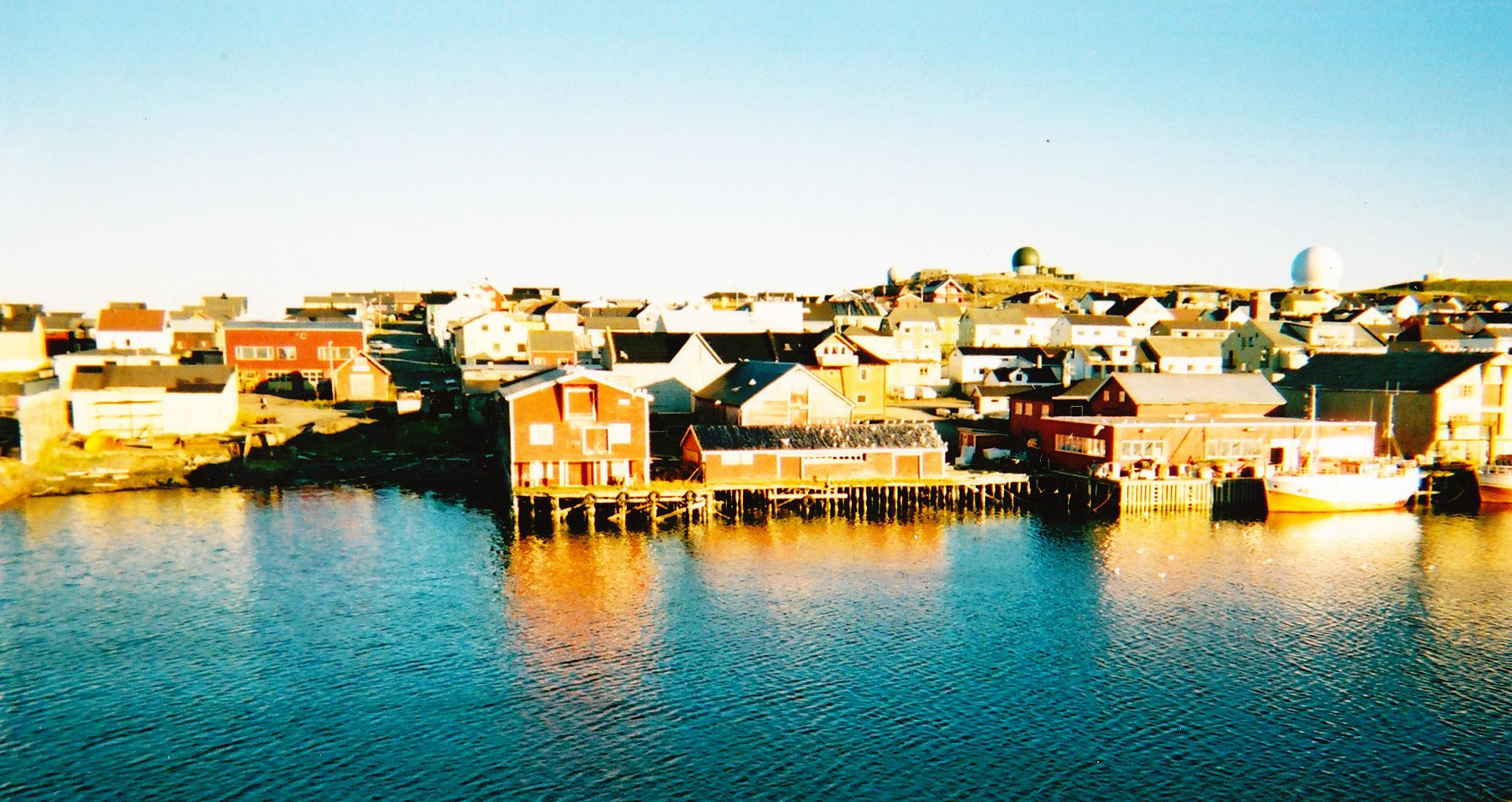
El pequeño puerto de Vardø, en el norte de Noruega, donde Nansen y Johansen de Noruega volvieron a tierras noruegas el 13 de agosto de 1896

En el transcurso de la expedición ya circularon rumores de que Nansen había llegado al Polo Norte, los primeros en abril de 1894, en el diario francés Le Figaro. En septiembre de 1895 Eva Nansen fue informada de que se habían descubierto mensajes firmados por Nansen «enviados desde el Polo Norte». [ "sent from the North Pole".] En febrero de 1896 el diario New York Times publicó un despacho de Irkutsk, en Siberia, de un supuesto agente de Nansen, aduciendo que Nansen había llegado al Polo y que había encontrado tierra allí. Charles P. Daly de la American Geographical Society calificó el hecho de una «sorprendente noticia» que, «si es cierta, es el descubrimiento más importante que se ha hecho en años».
Los expertos se mostraron escépticos sobre la veracidad de todos estos informes y la llegada de Nansen en Vardø rápidamente dio al traste con ellos. En Vardø, Nansen y Johansen fueron recibidos por el profesor Mohn, creador de la teoría de la deriva polar, que se encontraba en la ciudad por casualidad. La pareja esperaba el vapor correo semanal para ir al sur y el 18 de agosto llegaron a Hammerfest en una entusiasta recepción. La falta de noticias sobre el Fram ocupaba la mente de Nansen; sin embargo, el 20 de agosto recibieron la noticia de que Sverdrup había llevado el barco hasta el pequeño puerto de Skjervøy, al sur de Hammerfest, y que en ese momento se dirigían hacia Tromsø. Al día siguiente, Nansen y Johansen partieron a Tromsø y se unieron a sus compañeros en una emotiva reunión.
Después de días de celebración y de recuperación, la nave dejó Tromsø el 26 de agosto. El viaje al sur fue una marcha triunfal, con recepciones en cada puerto. El Fram finalmente llegó a Christiania el 9 de septiembre, acompañado hasta el puerto por un escuadrón de buques de guerra y recibido por miles de personas —la mayor multitud que la ciudad jamás había visto, de acuerdo con Huntford. Nansen y su tripulación fueron recibidos por el rey Oscar y en el camino a la recepción pasaron por un arco triunfal, formado por 200 gimnastas. Nansen y su familia se alojaron en el palacio, como invitados especiales del rey; sin embargo, Johansen se mantuvo en un segundo plano, en gran parte pasado por alto, y escribió que «la realidad, después de todo, no es tan maravillosa como se me aparecía en medio de nuestra difícil vida».

## Evaluación y consecuencias

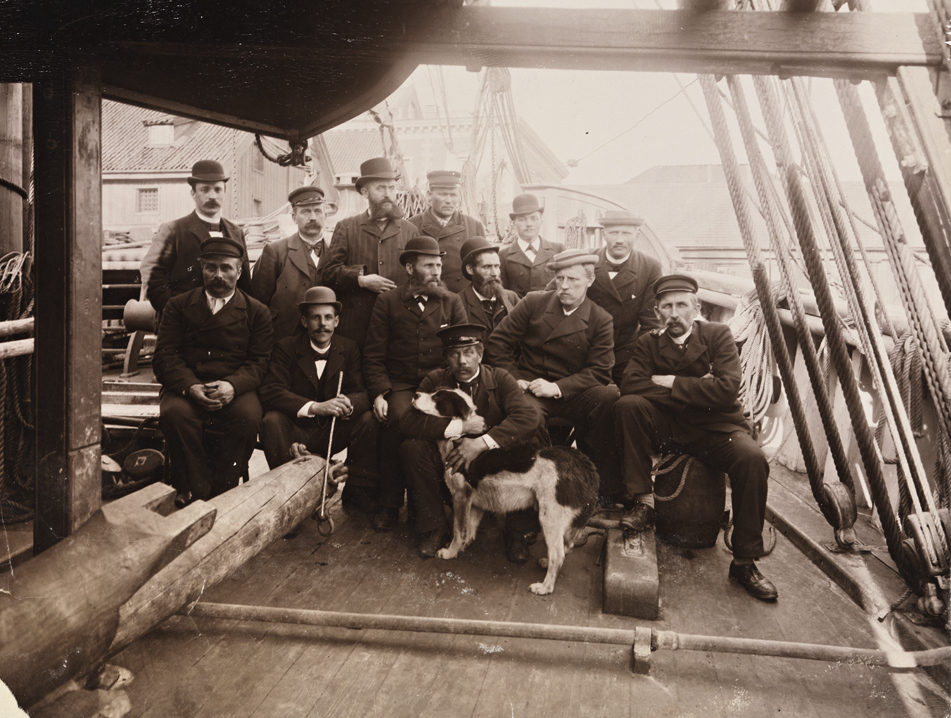
Un grupo de 13 hombres y un perro posan en la hacinada cubierta de un buque, en medio de cuerdas, mástiles y jarcias, todos con sombreros y, salvo una excepción, con trajes oscuros. Los miembros de la expedición tras el regreso del Fram a Christiania, en agosto de 1896. Segunda fila, de izqda. a dcha.: Blessing, Nordhal, Mogstad, Henriksen, Pettersen, Johansen. Sentados: Bentzen, Scott Hansen, Sverdrup, Amundsen (con perro), Jacobsen, Nansen y Juell

El enfoque tradicional de la exploración del Ártico se había basado en grandes fuerzas, con la presunción de que las técnicas europeas podrían ser trasplantadas con éxito al clima hostil del Ártico. Con los años esta estrategia había tenido poco éxito y se habían sufrido grandes pérdidas de hombres y barcos. Por el contrario, el método de Nansen, la utilización de pequeños equipos entrenados y el aprovechamiento de los conocimientos de los métodos de viaje usados por los nativos septentrionales, tanto inuits como lapones, le había asegurado que su expedición se completase sin una sola baja o desgracia mayor.
Aunque la expedición no logró el objetivo de alcanzar el Polo Norte, se hicieron grandes descubrimientos geográficos y científicos. Sir Clements Markham, presidente de la Royal Geographical Society del Reino Unido, declaró que la expedición había resuelto «el problema completo de la geografía del Ártico». Se estableció que el Polo Norte no estaba situado ni en tierra ni sobre una capa de hielo permanente, sino en el cambiante e impredecible hielo de la banquisa. El océano Ártico era una profunda cuenca, sin masas de tierra importantes al norte del continente euroasiático —cualquier extensión de tierra oculta habría bloqueado el movimiento libre de hielo. (Nansen estaba dispuesto a admitir la posibilidad de tierra desconocida en el lado de América del Norte.) Nansen había demostrado la teoría de la deriva polar y, además, había observado la presencia del efecto Coriolis de derivar el hielo a la derecha de la dirección del viento, debido al efecto de la rotación de la Tierra. Este descubrimiento sería desarrollado por algunos alumnos de Nansen, en especial Vagn Walfrid Ekman, que más tarde se convirtió en el oceanógrafo principal de su tiempo. Con sus programas de observación científica, la expedición proporcionó la primera información oceanográfica detallada de la zona y a su debido tiempo, los datos científicos recogidos durante el viaje del Fram serían publicados en seis volúmenes.
A lo largo de la expedición Nansen continuó experimentando con equipos y técnicas, alterando el diseño de esquís y trineos e investigando los tipos de ropa, las carpas y los aparatos de cocción, revolucionando los métodos de viaje en el hielo del Ártico. En la era de la exploración polar que siguió a su regreso, los exploradores habitualmente solicitaban el asesoramiento de Nansen en cuanto a los métodos y equipos, aunque a veces optaban por no seguirlos (por lo general, a su costa). De acuerdo con Huntford, los héroes del Polo Sur, Roald Amundsen, Robert Falcon Scott y Ernest Shackleton fueron todos acólitos de Nansen.
El estatus de Nansen nunca fue seriamente cuestionado, aunque no escapó a la crítica. El explorador estadounidense Robert Peary se preguntó por qué Nansen no había regresado a la nave después de que su asalto polar quedara frustrado después de solo tres semanas. «¿Se avergonzaba de volver después de una ausencia tan breve, o si hubiera habido una fila... o se fue fuera de la Tierra de Francisco José por motivos sensacionalistas o razones de negocio?» ["Was he ashamed to go back after so short an absence, or had there been a row... or did he go off for Franz Josef Land from sensational motives or business reasons?"] Adolphus Greely, que inicialmente había desestimado toda la expedición como no factible, admitió que habían demostrado ser infundadas, pero sin embargo llamó la atención sobre «la única mancha», la decisión de Nansen de dejar a sus compañeros a cientos de kilómetros de la tierra. «Supera la comprensión —escribió Greely— ¿Cómo Nansen se pudo desviar del deber más sagrado que incumbe al comandante de una expedición naval». La reputación de Nansen, sin embargo sobrevivió; cien años después de la expedición, el explorador británico Wally Herbert calificó el viaje del Fram como «uno de los ejemplos más inspiradores de la inteligencia valiente en la historia de la exploración».
El viaje del Fram fue la última expedición de Nansen. Fue asignado a un buque de investigación del profesorado de la Universidad de Cristianía en 1897, y fue nombrado catedrático de Oceanografía en 1908. Adquirió la independencia económica como resultado de la publicación de su narración de la expedición; en su carrera posterior sirvió al reciénte reino independiente de Noruega en diferentes desempeños y fue galardonado con el Premio Nobel de la Paz en 1922, en reconocimiento a su labor en favor de los refugiados. Hjalmar Johansen nunca se acomodó a la vida normal. Después de años de deriva, deudas y borracheras se le dio la oportunidad, a través de la influencia de Nansen, de unirse en 1910 a la expedición al Polo Sur de Roald Amundsen. Johansen se peleó violentamente con Amundsen en el campamento base de la expedición, y fue apartado de la partida que asaltó y alcanzó el Polo Sur. Se suicidó un año después de su regreso de la Antártida. Otto Sverdrup permaneció como capitán del Fram y en 1898 comandó el buque, con una nueva tripulación, en el Ártico canadiense en una exploración de cuatro años. En los últimos años Sverdrup ayudó a recaudar fondos que permitieron que la nave fuera restaurada y ubicada en un museo permanente. Murió en noviembre de 1930, siete meses después de la muerte de Nansen.
El récord más al norte de Nansen duró poco más de cinco años. El 24 de abril de 1900, un grupo de tres hombres de una expedición italiana liderada por el Luigi Amadeo de Saboya, duque de los Abruzos alcanzó los 86°34′ N, habiendo partido en trineos con perros el 11 de marzo desde la Tierra de Francisco José. La partida apenas pudo volver y uno de los grupos de apoyo de los tres hombres desapareció por completo.